# Kulturfrågan Kontrapunkt
Kulturfrågan Kontrapunkt är ett frågesportprogram i SVT, vars första säsong sändes våren 2017. Sjunde säsongen sändes under hösten 2024, och en planerad åttonde säsong har premiär under hösten 2025.
Programmet bygger på ämnena klassisk musik, konst och litteratur. Programledare är Ella Petersson och domare från säsong sju Rickard Söderberg. 

## Tävlingsupplägg
De tävlande lagen består av experter inom områdena musik, konst och litteratur. Varje lag består av tre personer, varav en lagledare. Lagen möts först i en grundserie, därefter följer en eller flera semifinaler (har varierat genom säsongerna) och slutligen en final. 

## Deltagare och resultat
Huvudartikel: Lista över avsnitt av Kulturfrågan Kontrapunkt.
Sammanlagt 51 personer har tävlat i Kulturfrågan Kontrapunkt. Dessutom har ett antal personer deltagit i julspecial och jubileumsspecial genom åren. 

De segrande lagen har varit:
| Säsong  | Deltagare                                                     |
| ------- | ------------------------------------------------------------- |
| 1, 2017 | Ebba Witt Brattström, Göran Gademan, Carl-Johan Olsson        |
| 2, 2018 | Ebba Witt Brattström, Göran Gademan, Carl-Johan Olsson        |
| 3, 2019 | Ebba Witt Brattström, Göran Gademan, Carl-Johan Olsson        |
| 4, 2021 | Jenny Lindh, Nicholas Ringskog Ferrada-Noli och Ebba de Faire |
| 5, 2022 | Elin Boardy, Patrick Amsellem, Sami Yousri                    |
| 6, 2023 | Camilla Lundberg, Cecilia Gelin, Björn Wiman                  |
| 7, 2024 | Linda Mallik, Dan Jönsson och Therese Eriksson                |

## Aktuella tävlingsmoment

### Kvartetten som sprängdes
Infördes säsong 7. Det består av ett klassiskt "en ska bort"-upplägg. Bilder visas på fyra verk, eller titlar på fyra verk, varav ett har en avvikande upphovsperson. De tävlande ska identifiera det avvikande verket.

### Nöten
Momentet har funnits med alla säsonger. Nöten är huvudmomentet i programmet och i varje program förekommer två nötter. De består av tre separata verk och en gemensam nämnare. De tre separata verken är ett musikaliskt verk, ett konstverk och ett litterärt verk. De deltagande lagen ska både nämna de tre verkens titlar och upphovspersoner, samt komma på verkens gemensamma nämnare, som ofta kan vara klurig. Ett exempel ur programserien var att alla tre verken gav ledtrådar till Hamlet och ett annat var att de tre upphovspersonerna alla blivit skjutna till döds.

### Kulturprofilen
Momentet infördes säsong 4. Momentet går ut på att lista ut vilken känd person som söks. Programledaren läser ledtrådar i fallande svårighetsgrad med poäng från 5 till 1, och lagen får poäng efter när de kan identifiera kulturpersonligheten.

### Lager på lager
Momentet har funnits med samtliga säsonger. Momentet består av tre delar inom områdena musik, konst och litteratur. I konstmomentet växer ett konstverk fram bit för bit och det gäller för deltagarna att så snabbt som möjligt identifiera verket. I musikmomentet spelas en stämma i taget ur ett känt musikaliskt verk. Litteraturmomentet har sett olika ut: under de fyra första säsongerna nämndes rollfigurer ur ett litterärt verk, där de första som nämns är mer perifera personer, medan det mot slutet blir mer och mer centrala figurer, till slut huvudpersonen själv. Sedan säsong fem visas istället ett känt citat ur ett verk, där ord efter ord växer fram på skärmen.

### Kulturstegen
Från och med säsong 5. Momentet avslutar tävlingen. Kulturstege består av fem frågor som de tävlande ska svara snabbt på, alla frågor inom en minut. Frågorna har poäng efter svårighetsgrad, 1, 2, 3, 4 och 5 poäng, vilket innebär att de tävlande i detta moment kan samla ihop hela 15 poäng.

## Tidigare tävlingsmoment

### Tidslinjen
Förekom under säsong 1–3. Deltagarna fick ett antal bilder som föreställde olika verk och ska sortera dessa i kronologisk ordning. Verken kunde vara konst, musik och litteratur, men det kunde även vara verk inom andra områden som till exempel arkitektur och film.

### Kulturhyllan
Förekom under säsong 1–4. Detta moment avslutade varje episod. De två lagen fick välja svårighetsgrad inom ett givet ämne, där fem frågor med stigande poäng finns. Det innebär att de tävlande kunde välja taktiskt, där till exempel det ledande laget nöjde sig med en lågt poänggivande fråga för att, om de svarade rätt, kunde vara säkra på att slå det andra laget, oavsett vilken poängnivå dessa valde. Poängnivåerna var 2, 4, 6, 8 och 10 poäng.

### Introtävlingen
Förekom under säsong 3-6. Ett snabbmoment där deltagarna skulle känna igen ett musikstycke så fort som möjligt. De valda styckena var oftast välkända, så det tog ibland bara någon sekund innan någon deltagare kunde svaret.